# La Relève prend l'air
La Relève prend l'air est un festival de musique qui a eu lieu annuellement à la fin août ou au début septembre entre 2004 et 2014 au Stade Georges-Maranda à Lévis. L'événement dure une soirée entière et était organisé par Espace Jeunesse l'Espéranto. Son objectif était de faire connaître la jeune relève musicale et artistique de Lévis. Après la dernière édition en 2014, un nouvel événement appelé Espéranto Fest a pris la relève.

## Artistes ayant participé à l'événement
- 3 things to do (2008)
- Alissar (2006)
- Approached By A God
- The Andrew's
- Blinded By Faith (2007)
- Board-L
- BVS (2008)
- Dorche
- École de danse District.Mao
- Envaden (2007,2008)
- Everything's Falling
- The Folks (2009)
- Goreflex
- Héros 101 (2008)
- Hurtful Memory
- Ill Gotten Throne
- Kamakazi (2008)
- Kill The Bride (2007)
- Leimotiv
- Loose Connection (2008)
- Manahil (2007,2008)
- Marionet-X (2007)
- Maude Carrier
- Otages
- Pain Relief (2007)
- Règlements d'comptes
- Sheib (2008,2009)
- Suburbs
- South Shore
- Unknown Knowledge (2009)
- Unlike Us (2008)
- Végétarium (2008,2009)
- Wireless (2008,2009)